# Acacia epedunculata
Acacia epedunculata é uma espécie de leguminosa do gênero Acacia, pertencente à família Fabaceae.